# Mohoceño
Pour les articles homonymes, voir Bordon.

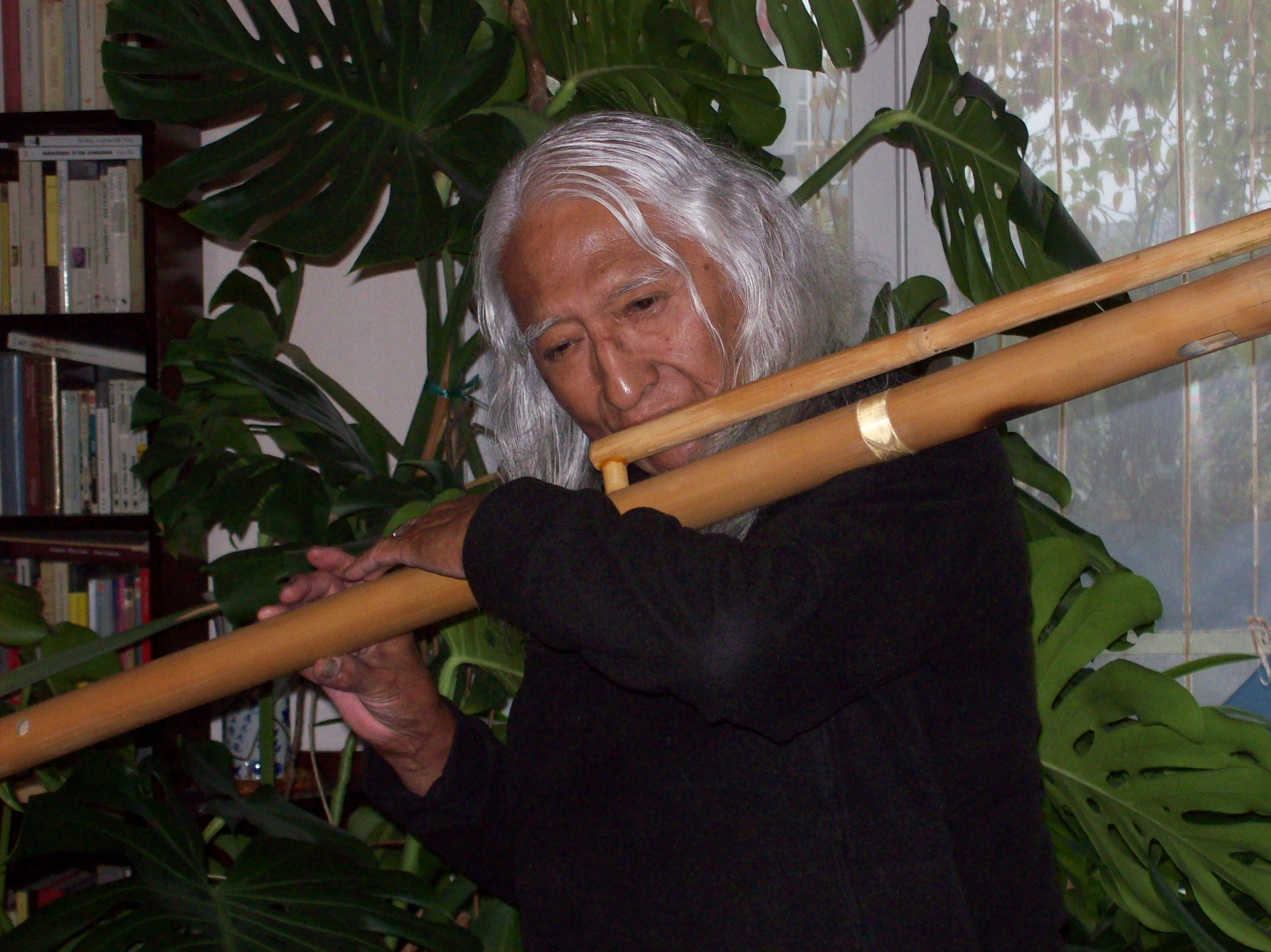
Uña Ramos jouant sur le mohoceño

Le mohoceño, moceño, moxeño, moheño, asu, bordon, contrabajo, jatun aymara ou jatun tukana suivant les régions, est un instrument à vent andin ainsi qu'une danse. C'est une flûte à conduit bolivienne trouvée autour du lac Titicaca, et jouée par les Aimaras. 

## Facture
Il s’agit d’une flûte de roseau de grande taille (120 à 220cm) au son grave et suave. On produit le son à l’aide d’un petit conduit relié au tube principal pour y faire passer l’air depuis la bouche de l’instrumentiste, comme pour la fujara slovaque. En effet, l’instrument est trop grand pour permettre de souffler directement dans le tube principal tout en plaçant les doigts à juste portée. 
Le mohoceño se compose le plus souvent de cinq trous en plus de l’embouchure et se base sur la gamme pentatonique.

## Jeu
Elle est parfois jouée en ensembles à la quinte ou accompagnée d'un tambour tambor.

## Source
- (en) S. Sadie, The New Grove Dictionary of Musical Instruments, Macmillan, London, 1985.